# E-eszgal

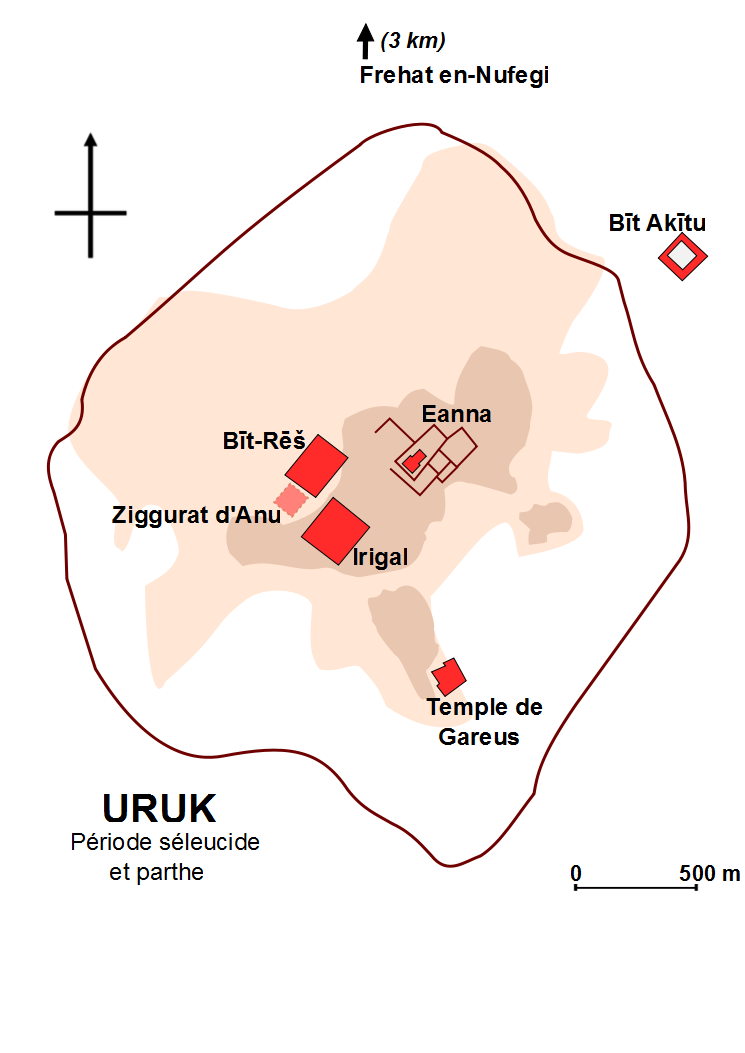
Plan miasta Uruk za panowania Seleukidów i Partów z zaznaczonym położeniem świątyni E-eszgal (Irigal)

E-eszgal (sum. é.èš.gal) lub E-irigal (sum. é.iri12.gal) – ceremonialna nazwa mezopotamskiej świątyni bogini Isztar i bogini Nanaji, znajdującej się w mieście Uruk w schyłkowym okresie istnienia tego miasta. 